# Soós Tibor (állatorvos)
Soós Tibor (1943), magyar állatorvos, virológus, egyetemi tanár, a  NÉBIH Állatgyógyászati Termékek Igazgatósága nyugalmazott igazgatója. Az ő nevéhez fűződik a gyógyszerek  és oltóanyagok (európai elvek szerinti) törzskönyvezésének bevezetése Magyarországon, továbbá  a gyógyszerügyi hatóság megszervezése.

## Életpályája
1968-ban szerzett diplomát a budapesti Állatorvostudományi Egyetemen. 1989-ben a Közgazdaságtudományi Egyetem vezetés-szervezési szakán végzett, szakközgazdászként.  1969-től az Állatgyógyászati Oltóanyag-ellenőrző Intézetben dolgozott, 19 éven át igazgatóként.
Külföldön is működött, így Mongóliában, Kubában és Svédországban is dolgozott.
Londonban, az Európai Gyógyszerügynökség (EMA) fennállásának 10. évfordulója alkalmából előadást tartott.  

## Kutatási területe
A vírusvakcinák, ezen belül az RSZKF elleni vakcinák ellenőrzése.

## Társadalmi szerepvállalása
- A CVMP [2] magyar tagja volt.

## Díjai, elismerései
- Köves-díj (2010)
- Az állatorvos-tudomány kandidátusa,
- 2003 óta címzetes egyetemi tanár a Járványtani és Mikrobiológiai Tanszéken

## Főbb művei
- Számos publikációja jelent meg nemzetközi és magyar  tudományos folyóiratokban.
- A „Vakcinológia” című egyetemi tankönyv társszerzője.